# Brahma Sutra
Le Brahma Sūtra ou Brahmasūtra aussi appelé Vedānta Sūtra est un des trois textes canoniques de l'école āstika  du Vedānta. Ce texte, composé entre -500 et -200, est traditionnellement attribué à Bādarāyaṇa (connu aussi sous le nom de Vyāsa qui apparaît encore comme narrateur du Mahabharata). Ce personnage mythique est appelé "Vyāsa", Compilateur, dans la mesure où on lui attribue la rédaction de la plupart des grands textes de l'Inde brahmanique ancienne. Le Brahma Sūtra appartient à la classe d'écrits traditionnels ou classiques appelée Smriti.

## Structure du texte
Le texte est divisé en quatre adhyāya (chapitre ou partie) et contient 555 sūtra (aphorismes). Chaque chapitre est divisé en quatre pada (section) et en adhikaraṇa (sous-section).

### Samanvaya Adhyāya
Chapitre divisé en 39 adhikaraṇa et comprenant 134 sutras. Il indique que tous les textes védiques qui se référent au Brahman trouvent leur justification et leur unité en lui.

### Avirodha Adhyāya
Chapitre divisé en 46 adhikaraṇa et comprenant 157 sutras. Il démontre qu'il n'y a pas de conflit entre le Vedānta et les autres doctrines qui s'inscrivent dans l'hindouisme.

### Sādhana Adhyāya
Chapitre divisé en 67 adhikaraṇa et comprenant 186 sutras. Il décrit les moyens d'atteindre Brahman.

### Phala Adhyāya
Chapitre divisé en 38 adhikaraṇa et comprenant 78 sutras. Il décrit le résultat de la réalisation en Brahman.

## Commentaires
Le Brahma Sūtra a été abondamment commenté, notamment par Ādi Śaṅkara, Rāmānuja, Nimbārka, Vallabha Acharya et Madhva.

### Traductions
- (en) Vedânta-sûtras. With the Commentary by Śaṅkarācārya, trad. George Thibaut, 1890

### Études
- (en) The Structure and Meaning of Bādarāyaṇa's Brahma Sūtras .George Clifton Adams (Motilal Banarsidass Publ., 1993)  (ISBN 9788120809314)